# Carollia sowelli
Carollia sowelli es una especie de murciélago de la familia Phyllostomidae. La especie debe su nombre a filántropo estadounidense James N. Sowell.

## Distribución geográfica
Se encuentra en  San Luis Potosí (México) en América Central al oeste de Panamá.